# A Praise Chorus
"A Praise Chorus" é uma canção da banda Jimmy Eat World. É o quarto single do álbum Bleed American de 2001, que mais tarde foi reintitulado Jimmy Eat World.

## Faixas

### The Middle/A Praise Chorus AUS Tour EP
1. "The Middle" (versão do álbum)
2. "A Praise Chorus" (versão do álbum)
3. "Bleed American" (ao vivo do 9:30 Club, Washington DC 4/6/02)
4. "Firestarter" (cover do The Prodigy)
5. "The Middle" (acústico)

### CD promocional
1. "A Praise Chorus"
2. "Authority Song" (versão demo)

## Paradas
| Paradas musicais                               | Melhor posição |
| ---------------------------------------------- | -------------- |
| Estados Unidos (Billboard Alternative Airplay) | 16             |